# Neococcidencyrtus syndodis
Neococcidencyrtus syndodis är en stekelart som beskrevs av John S. Noyes 1987. Neococcidencyrtus syndodis ingår i släktet Neococcidencyrtus och familjen sköldlussteklar. Inga underarter finns listade i Catalogue of Life.